# Tyla
Tyla Laura Seethal, nota semplicemente come Tyla (Edenvale, 30 gennaio 2002), è una cantante sudafricana, nota per aver raggiunto il successo mondiale con Water, vincitore del Grammy Award alla migliore interpretazione di musica africana del 2024.

## Biografia
Nata a Edenvale, Gauteng, e cresciuta nella città sudafricana di Johannesburg nel 2002, ha origini greche, olandesi e zulu. Ha iniziato a ricercare visibilità pubblicando cover di canzoni varie su YouTube, spedendole poi su Instagram a varie celebrità della musica, venendo così notata dal suo primo manager.

## Carriera

### 2019-2022: gli inizi e primi successi
Nel 2019, anno in cui si è iscritta alla Edenglen High School, ha registrato e pubblicato il suo singolo di debutto Getting Late, in collaborazione con Kooldrink. Il video musicale ufficiale del brano è stato pubblicato nel gennaio 2021 ed ha ottenuto diversi milioni di visualizzazioni in poco tempo. Grazie al suo successo in patria è riuscita a guadagnarsi una nomination come video dell'anno agli South African Music Awards 2022.
Nel frattempo, stava portando avanti i propri studi di ingegneria mineraria, e dopo molta persuasione, i suoi genitori hanno accettato di lasciare che Tyla si prendesse un anno sabbatico dagli studi per tentare di far decollare la propria carriera musicale. In seguito ha ottenuto un contratto con l'etichetta statunitense Epic Records e ha pubblicato i singoli Overdue e Too Late.

### 2023-presente: successo internazionale
Nel 2023, dopo la pubblicazione del singolo Been Thinking, si esibisce alla settimana della moda di Milano. Il 27 gennaio dello stesso anno pubblica il singolo Been Thinking, che ha fatto guadagnare alla cantante i suoi primi piazzamenti in classifiche musicali di rilievo. In seguito viene selezionata come artista ospite per la tappa europea dell'Under the Influence Tour di Chris Brown. Pubblica successivamente il singolo Water, il quale rappresenta un punto di svolta nella sua carriera: il brano raggiunge la top 10 di diverse classifiche mondiali come Australia, Nuova Zelanda, Paesi Bassi, Regno Unito e Stati Uniti; per quanto concerne quest'ultima classifica, la Billboard Hot 100, tale risultato rende Tyla la prima artista sudafricana a ottenere un ingresso in top 10 nell'arco di 55 anni. Tyla ha eseguito Water dal vivo al The Bianca Show in Svezia e al The Tonight Show Starring Jimmy Fallon negli Stati Uniti. Tyla è apparsa in seguito nella versione remixata del brano Girls Need Love di Summer Walker, pubblicata come parte dell'EP Girls Mix.
Nel febbraio 2024 Water viene premiata con il neo-istituito Grammy Award alla migliore interpretazione di musica africana, rendendo Tyla l'artista africana più giovane di sempre ad aver vinto il prestigioso premio musicale. Nel mese di marzo viene pubblicato l'album di debutto eponimo della cantante, promosso ulteriormente dai singoli Truth or Dare, Art, Jump e Push 2 Start. A fine ottobre, Tyla si è esibita al Victoria's Secret Fashion Show. L'11 novembre 2024 ha eseguito Push 2 Start e Water agli MTV Europe Music Awards, dove la cantante riesce ad aggiudicarsi tre premi, rispettivamente quelli di miglior artista africano, miglior artista Afrobeats e miglior artista R&B.
Nel febbraio 2025, la cantante è ospite nel brano When I'm with You della rapper thailandese Lisa, contenuto nel suo album in studio di debutto Alter Ego. Il 9 maggio seguente pubblica il singolo Bliss, mentre a giugno diventa conduttrice dei Kids' Choice Awards 2025. Più tardi, pubblica il brano Everything Goes with Blue, incluso nella colonna sonora de I Puffi - Il film, la cui uscita è stata fissata per il 18 luglio 2025. Il 13 luglio 2025 compare nella traccia PBT contenuta all'interno di JackBoys 2, album dell'omonimo collettivo e del rapper Travis Scott.

## Stile e influenze
Le più grandi influenze musicali di Tyla includono Michael Jackson, Rihanna, Britney Spears, Drake, Wizkid, Whitney Houston, Freshlyground, Aaliyah e Cassie. La cantante ha dichiarato in un'intervista di voler diventare la prima popstar mondiale proveniente dall'Africa. Da allora è stata definita la "regina del Popiano", una fusione di generi pop e amapiano infusa con elementi tipici dell'R&B e dell'afrobeat.

## Discografia

### Album in studio
- 2024 – Tyla

### EP
- 2025 – WWP

### Singoli

#### Come artista principale
- 2019 – Getting Late (feat. Kooldrink)
- 2021 – Overdue (feat. DJ Lag & Kooldrink)
- 2022 – Too Late
- 2023 – Been Thinking
- 2023 – Girl Next Door (feat. Ayra Starr)
- 2023 – Water
- 2023 – Truth or Dare
- 2024 – Art
- 2024 – Jump (con Gunna e Skillibeng)
- 2024 – Push 2 Start (solo o con Sean Paul)
- 2025 – Bliss
- 2025 – Is It

#### Come artista ospite
- 2022 – Thata Ahh (ShaunMusiq, Ftears e DJ Maphorisa feat. Young Stunna, Madumane e Tyla)
- 2023 – Ke Shy (con Major Lazer e Major League DJz feat. Tyla, Luudadeejay e Yumbs)
- 2023 – Bana Ba (Daliwonga feat. ShaunMusiq, Ftears, Tyla, and TitoM)

### Singoli promozionali
- 2022 – To Last
- 2023 – On and On
- 2023 – Butterflies

## Riconoscimenti
- BET Awards
  - 2024 – Miglior artista emergente[48]
  - 2024 – Miglior artista internazionale[48]
  - 2024 – Candidatura alla miglior artista R&B/pop femminile[48]
  - 2024 – Candidatura al BET Viewer's Choice Award per Water[48]
- Billboard Women in Music
  - 2025 – Impatto[49]
- BRIT Awards
  - 2024 – Candidatura alla miglior canzone internazionale per Water[50]
- Grammy Awards
  - 2024 – Miglior interpretazione di musica africana per Water[20]
- iHeartRadio Music Awards
  - 2024 – Candidatura al miglior artista di musica africana[51]
  - 2024 – Candidatura al miglior testo per Water[51]
  - 2024 – Candidatura al TikTok Bop of the Year per Water[51]
- Soul Train Music Awards
  - 2023 – Candidatura al miglior artista emergente[52]